# Xã Salem, Quận Perry, Missouri
Xã Salem (tiếng Anh: Salem Township) là một xã thuộc quận Perry, tiểu bang Missouri, Hoa Kỳ. Năm 2010, dân số của xã này là 673 người.